# Raben Group
Raben Group is een Nederlandse logistieke bedrijvengroep. 

## Geschiedenis
Het eerste bedrijf van de Raben Group werd in 1931 opgericht door Jan W. Raben in Meddo/Winterswijk, Nederland.
Na de val van het IJzeren Gordijn begon Raben haar expansie in Oost-Europa, eerst met een vestiging in Polen, daarna in Oekraïne en de Baltische staten. In 2008 volgden bedrijfsovernames in Tsjechië en Hongarije en de oprichting van vestigingen in Roemenië en Bulgarije. Na de aankoop van de systeemtransportdivisie van de failliete Birkart Globistics Group volgden verdere overnames van expeditiebedrijven in Duitsland. In Italië vergrootte Raben haar aandelen in het lokale SITTAM en is sinds 2019 meerderheidsaandeelhouder. In 2022 verworf Raben 100% van de aandelen van het Oostenrijkse BEXity. In 2025 betrad het een zestiende land door de gezamenlijke oprichting van Raben Sieber AG met het Zwitserse Sieber Transport AG.
Anno 2025 is Raben Group actief in 16 landen in Europa: Nederland, Polen, Duitsland, Oostenrijk, Zwitserland, Italië, Griekenland, Tsjechië, Slowakije, Hongarije, Roemenië, Bulgarije, Oekraïne, Litouwen, Letland en Estland. De logistieke dienstverlener heeft een totale opslagruimte van 2.000.000 m² en ongeveer 13.500 transportmiddelen. Raben heeft 13.000 mensen in dienst op meer dan 170 locaties.